# Cuterebra approximata
Cuterebra approximata är en tvåvingeart som beskrevs av Walker 1866. Cuterebra approximata ingår i släktet Cuterebra och familjen styngflugor. Inga underarter finns listade i Catalogue of Life.